# Bells (Tennessee)
Bells és una població dels Estats Units a l'estat de Tennessee. Segons el cens del 2000 tenia 2.171 habitants.

## Demografia
Segons el cens del 2000, Bells tenia 2.171 habitants, 806 habitatges, i 559 famílies. La densitat de població era de 369,3 habitants/km².
Dels 806 habitatges en un 36,5% hi vivien nens de menys de 18 anys, en un 49,5% hi vivien parelles casades, en un 14,3% dones solteres, i en un 30,6% no eren unitats familiars. En el 27,9% dels habitatges hi vivien persones soles l'11,8% de les quals corresponia a persones de 65 anys o més que vivien soles. El nombre mitjà de persones vivint en cada habitatge era de 2,69 i el nombre mitjà de persones que vivien en cada família era de 3,28.
Per edats la població es repartia de la següent manera: un 29,6% tenia menys de 18 anys, un 10,9% entre 18 i 24, un 29,4% entre 25 i 44, un 18,1% de 45 a 60 i un 12% 65 anys o més.
L'edat mediana era de 30 anys. Per cada 100 dones de 18 o més anys hi havia 90,8 homes.
La renda mediana per habitatge era de 29.238 $ i la renda mediana per família de 31.827 $. Els homes tenien una renda mediana de 26.184 $ mentre que les dones 19.602 $. La renda per capita de la població era de 12.455 $. Entorn del 14,9% de les famílies i el 22,9% de la població estaven per davall del llindar de pobresa.

## Poblacions més properes
El següent diagrama mostra les poblacions més properes.